# 1983 (телесериал)
1983 — польский антиутопический детективный телесериал, действие которого происходит в альтернативном 2003 году. Первый польский сериал, снятый для Netflix.

## Сюжет
В 1983 году в Польше произошла серия терактов, изменивших историю. Двадцать лет спустя существуют ПНР, СССР и все социалистические страны Восточной Европы. События в альтернативном мире иногда совпадают с реальными (война в Ираке, война в Чечне), но есть и различия (президент США в 2003 году — Альберт Гор).
Расследуя самоубийство подростка, инспектор Народной милиции Анатоль Янов начинает подозревать в этом деле нечто серьёзное.

## В ролях
- Мацей Мусял[англ.] — Каетан Сковрон
- Роберт Венцкевич — Анатоль Янов, следователь
- Михалина Ольшаньская — Офелия Ибром, лидер подполья
- Зофья Вихлач — Каролина Лис
- Анджей Хыра — Владислав Лис, министр экономики
- Войцех Каларус[пол.] — Николай Троян, министр госбезопасности
- Ву Ле Хонг — Бао Чу, глава вьетнамской мафии
- Мирослав Зброевич — Казимир Святобор, глава Генштаба

## Производство
О запуске сериала было официально объявлено 6 марта 2018 года.
Съёмки проходили в Варшаве, Люблине, Лодзи, Вроцлаве и нескольких локациях в Силезии.